# Surmang
Surmang is een Tibetaans boeddhistisch klooster uit de kagyütraditie.
De kloosterorde bestaat negen kloosters en werd rond de 14e eeuw opgericht in de provincie Kham in Oost-Tibet. Aan het hoofd van het klooster staat de lama Chögyam Trungpa, die Tibet in 1959 ontvluchtte tijdens de opstand in Tibet. In dat jaar werden grote delen van het klooster verwoest door het Chinese leger. In de jaren tachtig werd het klooster gedeeltelijk gerestaureerd. Surmang is een van de armste gebieden in de wereld. Diverse stichtingen, waaronder het Nederlandse Gesar Fund trachten met gezondheids- en werkgelegenheidsprojecten de armoede te verdrijven.